# 東浪見駅
東浪見駅（とらみえき）は、千葉県長生郡一宮町東浪見にある、東日本旅客鉄道（JR東日本）外房線の駅である。
上総一ノ宮駅 - 当駅間は単線区間、当駅 - 長者町駅間は複線区間となる。

## 歴史
- 1925年（大正14年）12月15日：鉄道省の駅として開設[1]。旅客・貨物取扱[3]。
- 1962年（昭和37年）10月1日：貨物取扱廃止[3]。
- 1969年（昭和44年）12月20日：手荷物扱い廃止、小荷物扱いを到着小荷物（新聞紙及び雑誌）に変更[3]。
- 1972年（昭和47年）7月1日：到着小荷物扱い廃止[4]。無人駅化[5]。
- 1987年（昭和62年）4月1日：国鉄分割民営化に伴い、東日本旅客鉄道（JR東日本）の駅となる[1]。
- 2004年（平成16年）10月16日：ICカード「Suica」の利用が可能となる[6]。東京近郊区間に組込まれる[6]。
- 2006年（平成18年）：駅舎新築工事開始。旧駅舎が解体される。
- 2007年（平成19年）2月1日：駅舎新築工事終了。

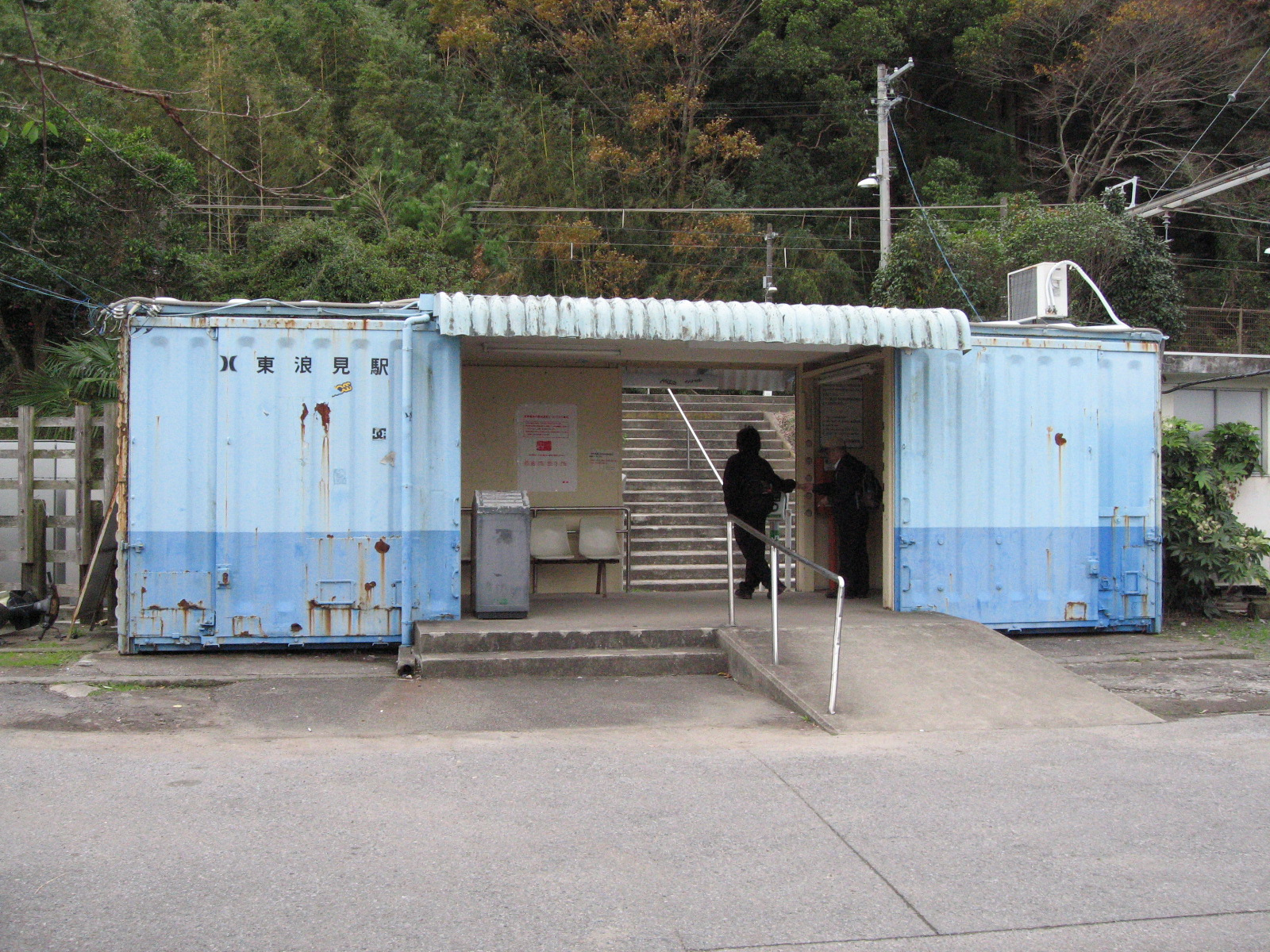
旧駅舎（2006年11月）

## 駅構造
相対式ホーム2面2線を有する地上駅。ホームは嵩上げされていない。互いのホームは跨線橋で連絡している。
茂原統括センター（茂原駅）管理の無人駅で、上総一ノ宮駅等から駅係員が出張で来ることがある。簡易Suica改札機、乗車駅証明書発行機が設置されている。かつて駅舎は貨車を改造したものであったが、2007年（平成19年）に改築された。
下り線ホームの安房鴨川寄りには「まむし注意」の看板もある（ホームは鬱蒼とした小山の麓にある）。
2010年（平成22年）2月10日より外房線PRC型自動放送が導入された。
駅近くに駐車場はない。

### のりば
| 番線 | 路線    | 方向 | 行先                     |
| ---- | ------- | ---- | ------------------------ |
| 1    | ■外房線 | 下り | 大原・勝浦・安房鴨川方面 |
| 2    | ■外房線 | 上り | 茂原・千葉方面           |

（出典：JR東日本:駅構内図）
- ホームは11両編成までに対応する。

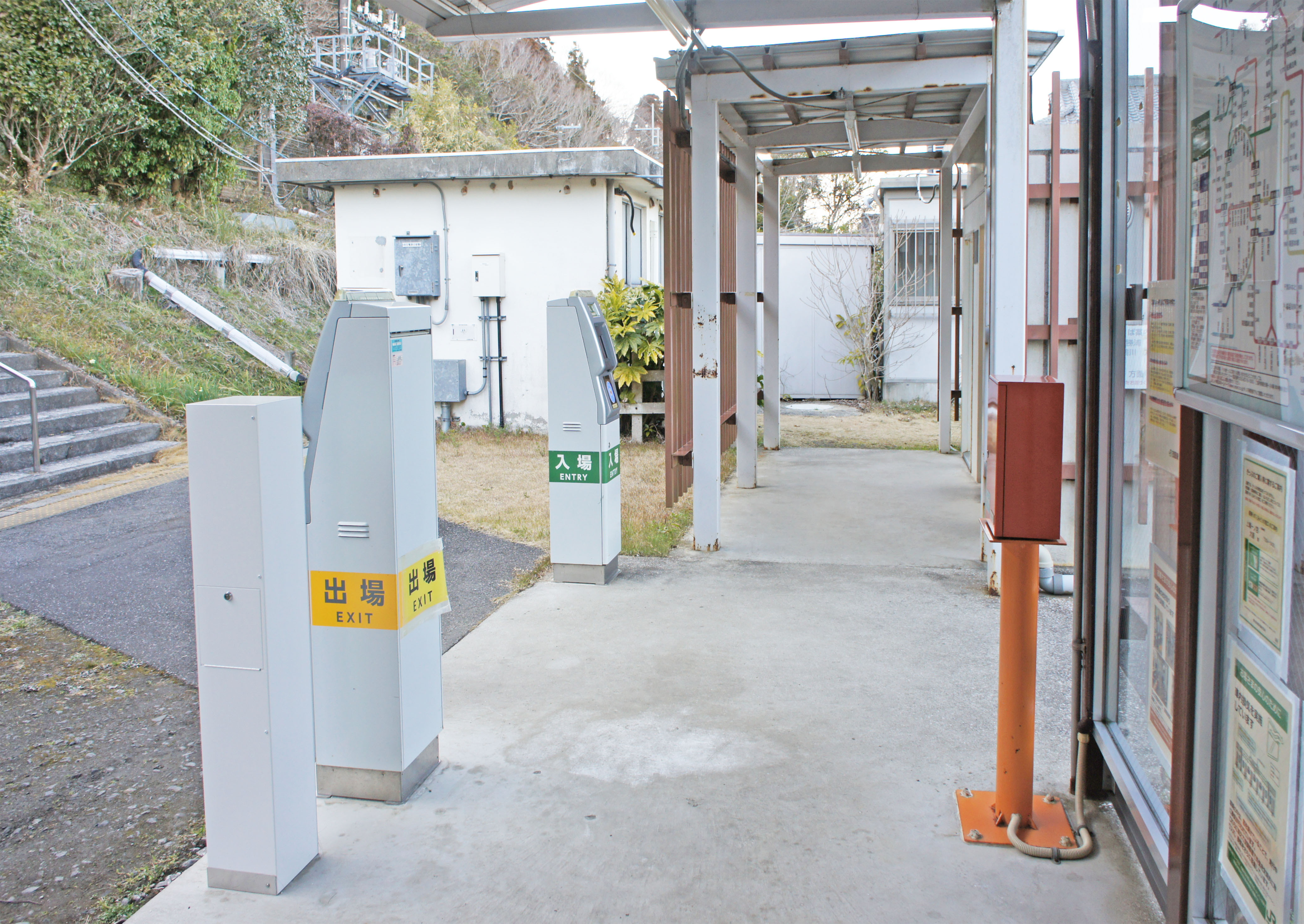
改札口（2022年2月）
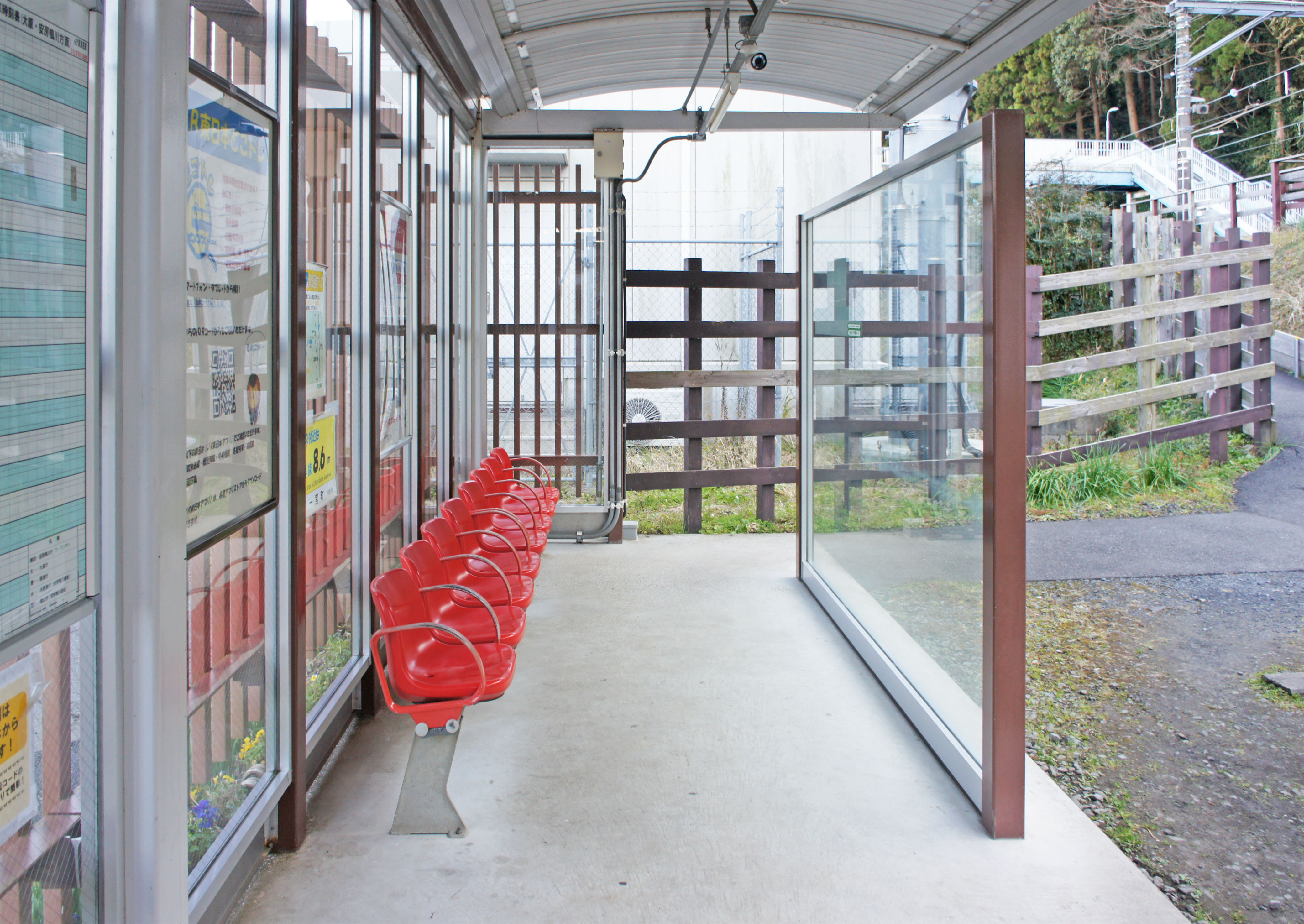
待合所（2022年2月）
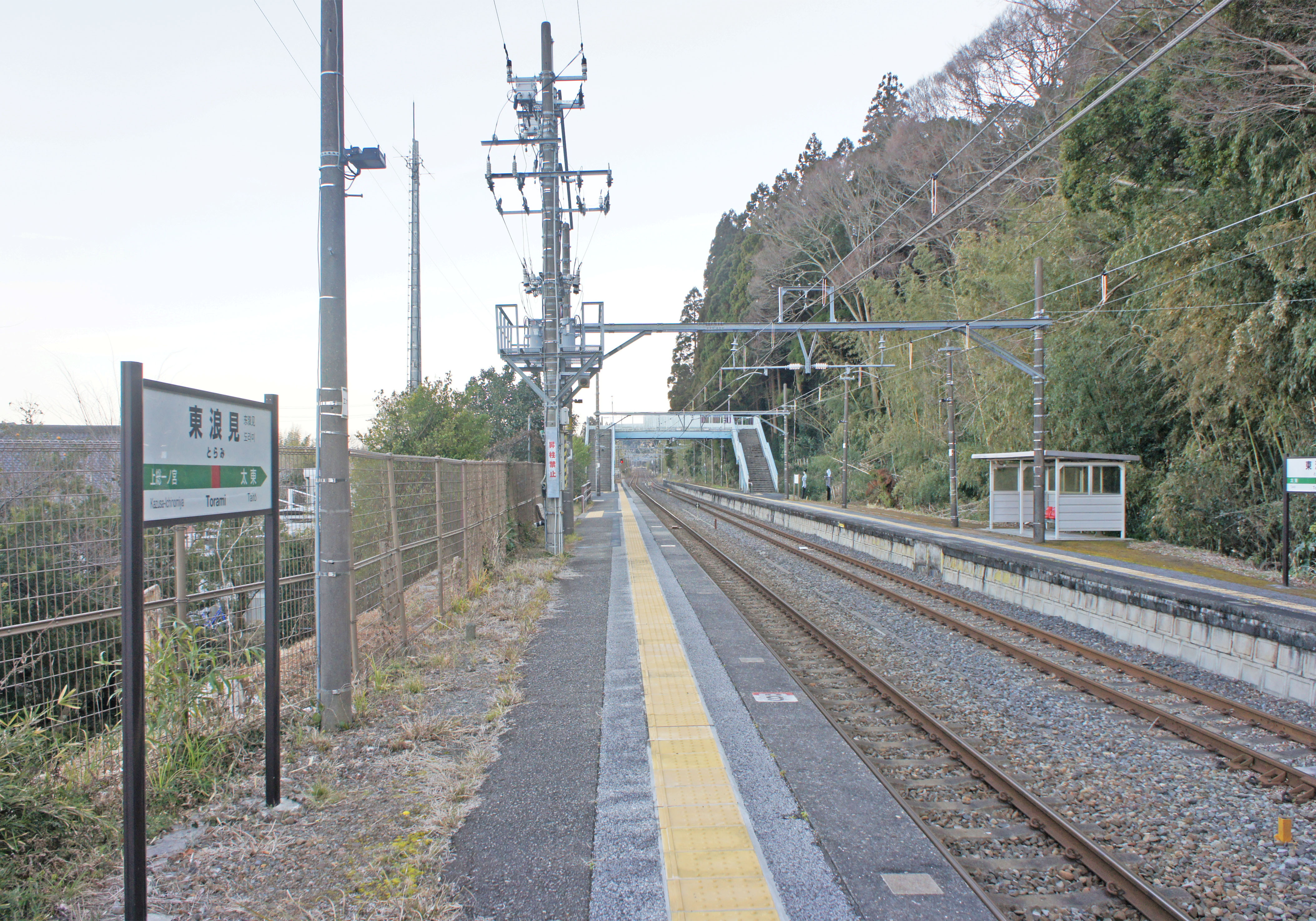
駅ホーム（2022年2月）

## 利用状況
2006年（平成18年）度の1日平均乗車人員は81人である。
千葉県統計年鑑によると、近年の1日平均乗車人員の推移は以下の通り。
| 年度               | 1日平均 乗車人員 | 出典     |
| ------------------ | ---------------- | -------- |
| 1990年（平成02年） | 150              | [ * 1 ]  |
| 1991年（平成03年） | 144              | [ * 2 ]  |
| 1992年（平成04年） | 144              | [ * 3 ]  |
| 1993年（平成05年） | 146              | [ * 4 ]  |
| 1994年（平成06年） | 143              | [ * 5 ]  |
| 1995年（平成07年） | 153              | [ * 6 ]  |
| 1996年（平成08年） | 150              | [ * 7 ]  |
| 1997年（平成09年） | 131              | [ * 8 ]  |
| 1998年（平成10年） | 128              | [ * 9 ]  |
| 1999年（平成11年） | 127              | [ * 10 ] |
| 2000年（平成12年） | 125              | [ * 11 ] |
| 2001年（平成13年） | 124              | [ * 12 ] |
| 2002年（平成14年） | 115              | [ * 13 ] |
| 2003年（平成15年） | 91               | [ * 14 ] |
| 2004年（平成16年） | 90               | [ * 15 ] |
| 2005年（平成17年） | 89               | [ * 16 ] |
| 2006年（平成18年） | 81               | [ * 17 ] |

## 駅周辺

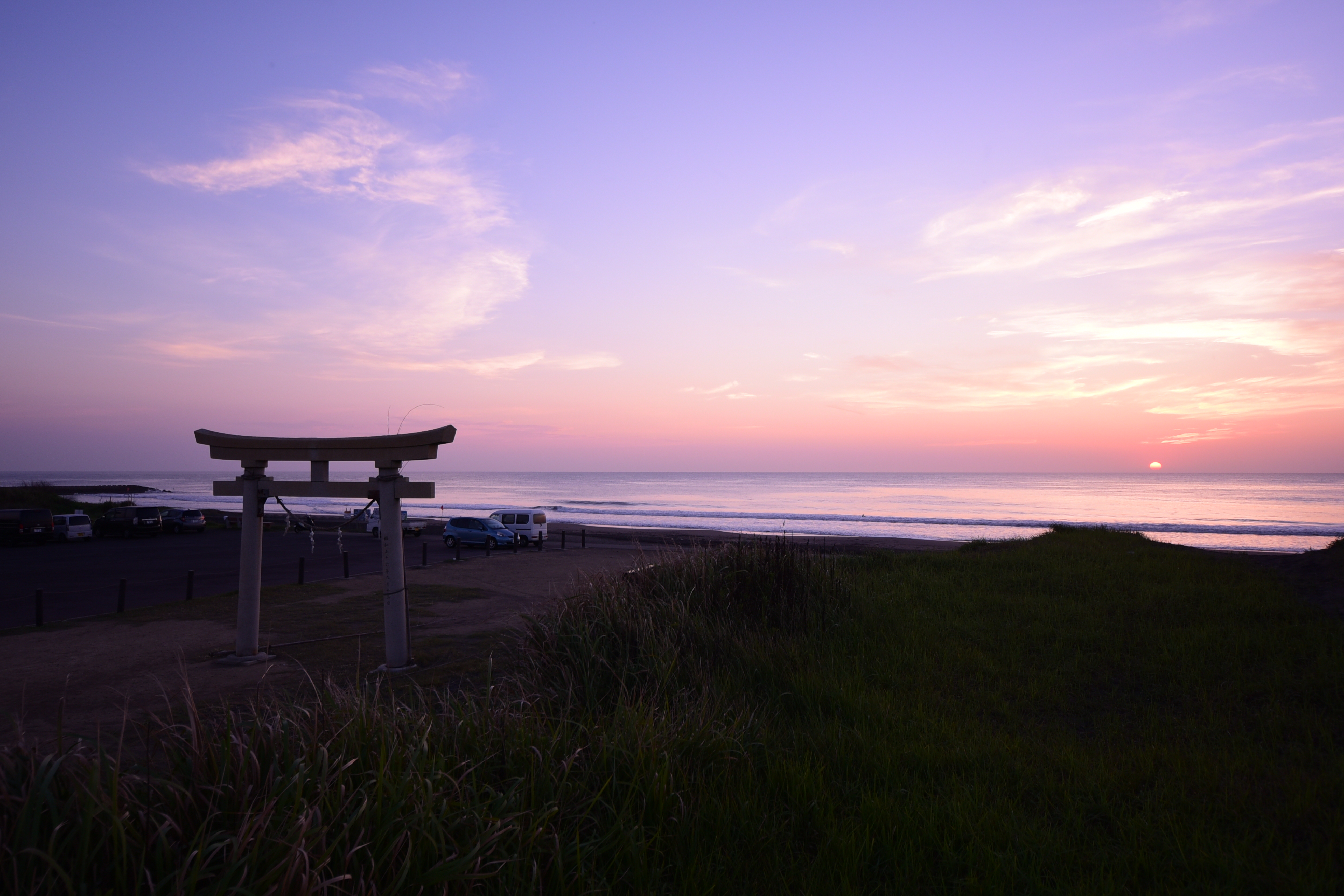
釣ヶ崎海岸

駅前には住宅が点在し、国道128号（外房黒潮ライン）を越えると田園地帯が広がる。駅出入口の反対側は一の宮カントリー倶楽部があり、千葉県立九十九里自然公園の区域となる。釣ヶ崎海岸など近隣の海岸にいくつかあるサーフィンポイントでは、世界大会も行われている。千葉県道30号飯岡一宮線（九十九里ビーチライン）沿いにはサーフショップやカフェが点在する。
- 一宮町立東浪見小学校
- 軍荼利山
- 軍荼利山植物群落
- 釣ヶ崎海岸
- 東浪見海岸 - 太平洋に面した海水浴場
- 一宮町憩いの森
- 雨竜湖（雨竜ダム）
- 農産物直売所なのはな東浪見店
- 味の里直売所
- 一の宮カントリー倶楽部

## 隣の駅
東日本旅客鉄道（JR東日本）
■外房線
■普通（各駅停車）
上総一ノ宮駅 - 東浪見駅 - 太東駅

### 記事本文

### 利用状況
1. ↑  千葉県統計年鑑 - 千葉県

千葉県統計年鑑
1. ↑  千葉県統計年鑑（平成3年）
2. ↑  千葉県統計年鑑（平成4年）
3. ↑  千葉県統計年鑑（平成5年）
4. ↑  千葉県統計年鑑（平成6年）
5. ↑  千葉県統計年鑑（平成7年）
6. ↑  千葉県統計年鑑（平成8年）
7. ↑  千葉県統計年鑑（平成9年）
8. ↑  千葉県統計年鑑（平成10年）
9. ↑  千葉県統計年鑑（平成11年）
10. ↑  千葉県統計年鑑（平成12年）
11. ↑  千葉県統計年鑑（平成13年）
12. ↑  千葉県統計年鑑（平成14年）
13. ↑  千葉県統計年鑑（平成15年）
14. ↑  千葉県統計年鑑（平成16年）
15. ↑  千葉県統計年鑑（平成17年）
16. ↑  千葉県統計年鑑（平成18年）
17. ↑  千葉県統計年鑑（平成19年）